# Rhynchina vigens
Rhynchina vigens là một loài bướm đêm trong họ Erebidae.